# Schwarzau am Steinfeld
Schwarzau am Steinfeld ist eine Gemeinde mit 2187 Einwohnern (Stand 1. Jänner 2025) am Steinfeld im Bezirk Neunkirchen in Niederösterreich.

## Geografie
Schwarzau am Steinfeld liegt im Industrieviertel in Niederösterreich. Die Fläche der Gemeinde umfasst 9,75 Quadratkilometer. 25,88 Prozent der Fläche sind bewaldet.

### Gemeindegliederung
Das Gemeindegebiet umfasst folgende drei Ortschaften (in Klammern Einwohnerzahl Stand 1. Jänner 2025):
- Föhrenau (508)
- Guntrams (134)
- Schwarzau am Steinfeld (1545)

Die Gemeinde besteht aus den Katastralgemeinden Guntrams und Schwarzau am Steinfeld.

### Nachbargemeinden
|                                  | Wiener Neustadt (WB)                        |                    |
| Breitenau Natschbach-Loipersbach | Kompassrose, die auf Nachbargemeinden zeigt | Lanzenkirchen (WB) |
| Seebenstein                      | Pitten                                      | Bad Erlach (WB)    |

## Geschichte
Im Ort steht das Schloss Schwarzau, in dem Kaiserin Zita und Kaiser Karl am 21. Oktober 1911 heirateten. Heute dient das Schloss als Strafvollzugsanstalt für Frauen.

### Bevölkerungsentwicklung
| Schwarzau am Steinfeld: Einwohnerzahlen von 1869 bis 2025 | Schwarzau am Steinfeld: Einwohnerzahlen von 1869 bis 2025 | Schwarzau am Steinfeld: Einwohnerzahlen von 1869 bis 2025 | Schwarzau am Steinfeld: Einwohnerzahlen von 1869 bis 2025 | Schwarzau am Steinfeld: Einwohnerzahlen von 1869 bis 2025 |
| --------------------------------------------------------- | --------------------------------------------------------- | --------------------------------------------------------- | --------------------------------------------------------- | --------------------------------------------------------- |
| Jahr                                                      |                                                           |                                                           |                                                           | Einwohner                                                 |
| 1869                                                      | 1869                                                      |                                                           | 706                                                       | 706                                                       |
| 1880                                                      | 1880                                                      |                                                           | 735                                                       | 735                                                       |
| 1890                                                      | 1890                                                      |                                                           | 856                                                       | 856                                                       |
| 1900                                                      | 1900                                                      |                                                           | 954                                                       | 954                                                       |
| 1910                                                      | 1910                                                      |                                                           | 1.182                                                     | 1.182                                                     |
| 1923                                                      | 1923                                                      |                                                           | 1.045                                                     | 1.045                                                     |
| 1934                                                      | 1934                                                      |                                                           | 993                                                       | 993                                                       |
| 1939                                                      | 1939                                                      |                                                           | 1.177                                                     | 1.177                                                     |
| 1951                                                      | 1951                                                      |                                                           | 1.136                                                     | 1.136                                                     |
| 1961                                                      | 1961                                                      |                                                           | 1.354                                                     | 1.354                                                     |
| 1971                                                      | 1971                                                      |                                                           | 1.407                                                     | 1.407                                                     |
| 1981                                                      | 1981                                                      |                                                           | 1.364                                                     | 1.364                                                     |
| 1991                                                      | 1991                                                      |                                                           | 1.613                                                     | 1.613                                                     |
| 2001                                                      | 2001                                                      |                                                           | 1.705                                                     | 1.705                                                     |
| 2011                                                      | 2011                                                      |                                                           | 1.892                                                     | 1.892                                                     |
| 2021                                                      | 2021                                                      |                                                           | 2.083                                                     | 2.083                                                     |
| 2025                                                      | 2025                                                      |                                                           | 2.187                                                     | 2.187                                                     |
| Quelle(n): Statistik Austria, Gebietsstand 1.1.2021       |                                                           |                                                           |                                                           |                                                           |

### Religion
Nach den Daten der Volkszählung 2001 sind 80,5 % der Einwohner römisch-katholisch und 2,7 % evangelisch. 2,7 % sind Muslime, 0,1 % gehören orthodoxen Kirchen an. 11,7 % der Bevölkerung haben kein religiöses Bekenntnis.

## Kultur und Sehenswürdigkeiten
Das Gemeindeamt und andere kommunale Einrichtungen liegen in Schwarzau.
- Katholische Pfarrkirche Schwarzau am Steinfeld hl. Johannes der Täufer, gleichfalls Wallfahrtskirche Maria vom guten Rat
- Frauenstrafvollzugsanstalt Justizanstalt Schwarzau, untergebracht in den Gebäuden des ehemaligen Jagdschlosses Schwarzau

## Wirtschaft und Infrastruktur
Nichtlandwirtschaftliche Arbeitsstätten gab es im Jahr 2001 60, land- und forstwirtschaftliche Betriebe nach der Erhebung 1999 26. Die Zahl der Erwerbstätigen am Wohnort betrug nach der Volkszählung 2001 775. Die Erwerbsquote lag 2001 bei 46,31 Prozent.

### Fremdenverkehr
Schwarzau am Steinfeld gehört dem Tourismusverband Bucklige Welt an.

### Öffentliche Einrichtungen
In Schwarzau befinden sich zwei Kindergärten und eine Volksschule.

### Verkehr
- Eisenbahn: Die nächsten Bahnhöfe sind an der Südbahn St. Egyden (4 Kilometer) und  an der Aspangbahn Pitten (2 Kilometer).[4]
- Straße: Durch das Gemeindegebiet verlaufen die Süd Autobahn A2 und die Wechsel Straße B54.

## Politik

### Gemeinderat
Der Gemeinderat hat 19 Mitglieder.
- Mit den Gemeinderatswahlen in Niederösterreich 1990 hatte der Gemeinderat folgende Verteilung: 14 SPÖ, 4 ÖVP, und 1 FPÖ.
- Mit den Gemeinderatswahlen in Niederösterreich 1995 hatte der Gemeinderat folgende Verteilung: 12 SPÖ, 6 ÖVP, und 1 FPÖ.[5]
- Mit den Gemeinderatswahlen in Niederösterreich 2000 hatte der Gemeinderat folgende Verteilung: 11 SPÖ, 7 ÖVP, und 1 FPÖ.[6]
- Mit den Gemeinderatswahlen in Niederösterreich 2005 hatte der Gemeinderat folgende Verteilung: 14 SPÖ, und 5 ÖVP.[7]
- Mit den Gemeinderatswahlen in Niederösterreich 2010 hatte der Gemeinderat folgende Verteilung: 12 SPÖ, 6 ÖVP, und 1 FPÖ.[8]
- Mit den Gemeinderatswahlen in Niederösterreich 2015 hatte der Gemeinderat folgende Verteilung: 13 SPÖ, 5 ÖVP, und 1 FPÖ.[9]
- Mit den Gemeinderatswahlen in Niederösterreich 2020 hat der Gemeinderat folgende Verteilung: 12 ÖVP und 7 SPÖ.[10]

### Bürgermeister
- bis 2012 Alfred Filz (SPÖ)
- von 2012 bis 2020 Günter Wolf (SPÖ)[11]
- seit 2020 Evelyn Artner (ÖVP)[11][12][13]

### Wappen
Der Gemeinde wurde 1980 folgendes Wappen verliehen: Ein durch einen blauen Wellenbalken geteilter Schild, der im oberen goldenen Feld eine grüne aus der Schildesteilung wachsenden Föhre, im unteren schwarzen Feld drei goldene Steine zwei zu eins gestellt zeigt.

## Persönlichkeiten
Söhne und Töchter der Gemeinde
- Felix von Bourbon-Parma (1893–1970), Prinzgemahl von Luxemburg
- René von Bourbon-Parma (1894–1962)

Personen mit Bezug zur Gemeinde
- Thomas Elian (* 1989), Abgeordneter zum Nationalrat